# We Want In: The Street LP
Albums de Outlawz
Outlaw 4 Life: 2005 A.P.
(2005) Killuminati 2K10
(2010)
We Want In: The Street LP est le cinquième album studio du groupe Outlawz, sorti le 5 août 2008.
L'album s'est classé 84e au Top R&B/Hip-Hop Albums.

## Liste des titres
| No  | Titre                                            | Durée |
| --- | ------------------------------------------------ | ----- |
| 1.  | We Want In                                       | 3:58  |
| 2.  | Everything Happenz 4 a Reason                    | 4:02  |
| 3.  | Failure Ain't an Option                          | 3:16  |
| 4.  | Hunger Pains                                     | 4:28  |
| 5.  | Love of Money (featuring Keion)                  | 4:30  |
| 6.  | Thuggin Till I Die (featuring C-Bo)              | 5:10  |
| 7.  | I'm Mister                                       | 4:43  |
| 8.  | My Life                                          | 3:58  |
| 9.  | Do It Like That (featuring J-Bo)                 | 3:25  |
| 10. | I Can't Lie (featuring Tha Pimtationz)           | 4:51  |
| 11. | Take It Off (featuring Keion)                    | 3:31  |
| 12. | It's My Turn (featuring Maserati Ricket Nutt-So) | 4:14  |